# Pannonhalmské arciopatství
Pannonhalmské arciopatství (jiné názvy: Pannonhalmské územní opatství, Pannonhalmský klášter, aj.; maďarsky Pannonhalmi Bencés Főapátság, lat. Archiabbatia nebo abbate Territoriale Sancti Martini in Monte Pannoniae) je benediktinské opatství nedaleko stejnojmenného města v Maďarsku na 282 m vysokém stejnojmenném vrchu. Jedná se o tzv. územní opatství, což znamená, že je podřízené přímo Svatému stolci namísto některé z maďarských arcidiecézí. Je to jedna z nejstarších historických památek v Maďarsku, založená přibližně v roce 996. V roce 1996 byla zapsána do seznamu světového dědictví UNESCO.
Areál zahrnuje baziliku s kryptou (z 19. stol.), vlastní klášter, knihovnu (360 000 svazků), barokní refektář a další objekty. Při opatství se nachází chlapecká internátní škola.
Název Pannonhalma je novotvar z období maďarizace z roku 1823, původní název byly odvozeniny od tehdejšího názvu vrchu (Vrch svatého Martina; Původně latinsky Mons Sacer Pannoniae – Svatý vrch Panonie). Názvy odvozené od jména svatý Martin vznikly z přesvědčení, že se na úpatí vrchu narodil Martin z Tours.

## Zajímavosti
Štěpánka Belgická (21. května 1864 Laeken u Bruselu — 23. srpna 1945 v Pannonhalma) z rodu Sasko-Coburg-Gotha, korunní princezna rakousko-uherská, manželka následníka trůnu Rudolfa se se svým druhým manželem, uherským knížetem Elemérem Lónyayem z Velké Lónye a Vasaros-Nameny na konci 2. světové války schovala v tomto klášteře, zde v srpnu 1945 zemřela a byla pochována v kryptě klášterního kostela.
16. července 2011 večer byla v úzkém rodinném kruhu v kryptě na přání zesnulého uložena urna se srdcem korunního prince Otty von Habsburga (20. listopadu 1912 vila Wartholz u Reichenau an der Rax, Dolní Rakousy – 4. července 2011 Pöcking, Bavorsko), nejstaršího syna posledního rakouského císaře a uherského krále (1916-1918) Karla I. (1887-1922).

## Fotogalerie

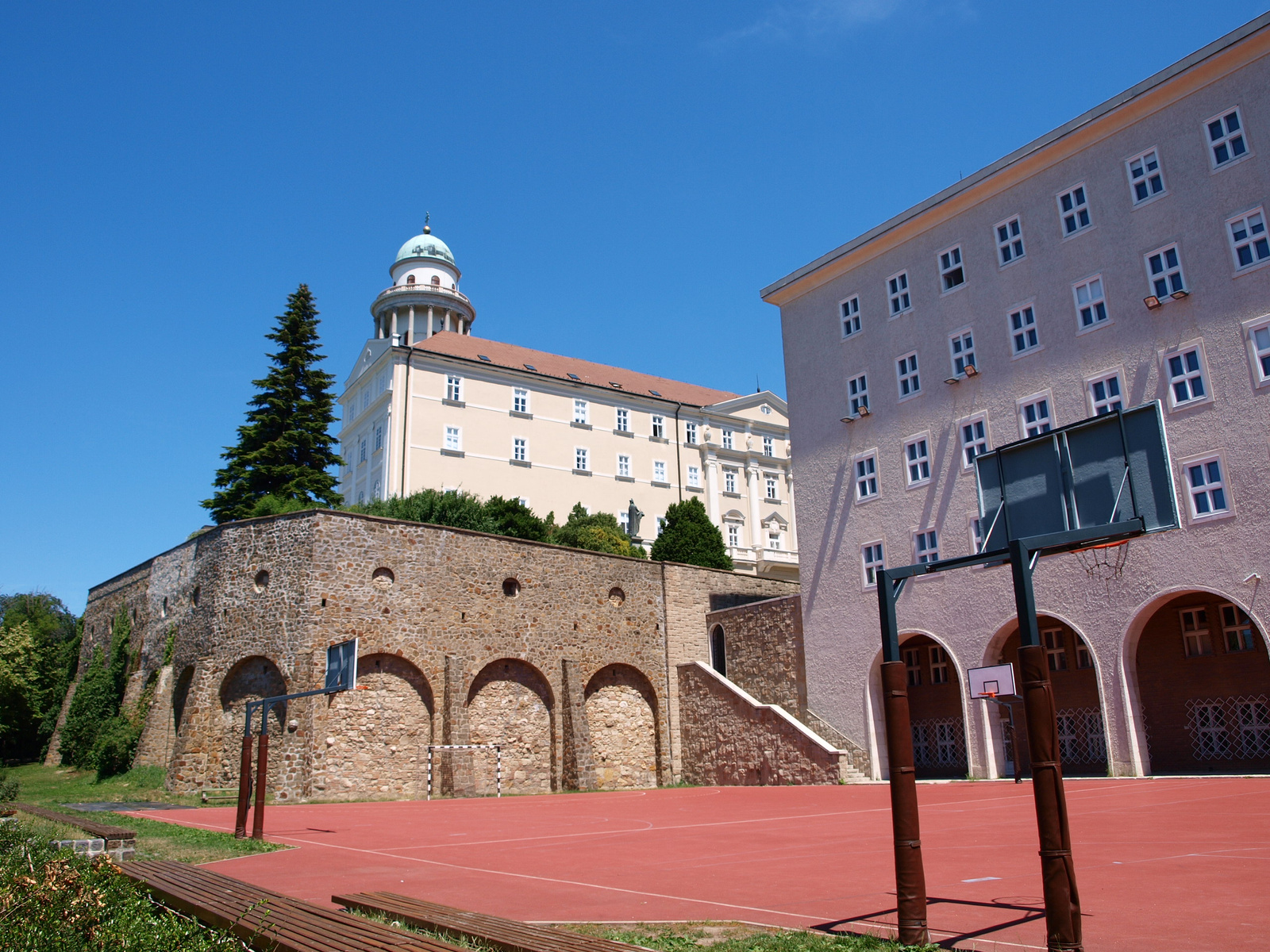
exteriér
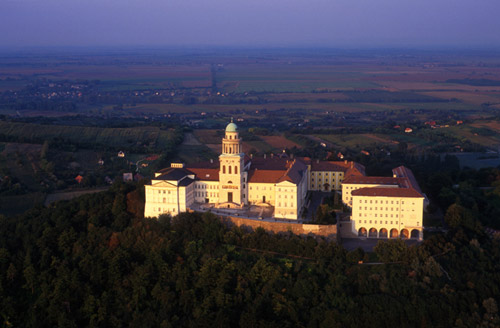
letecký snímek
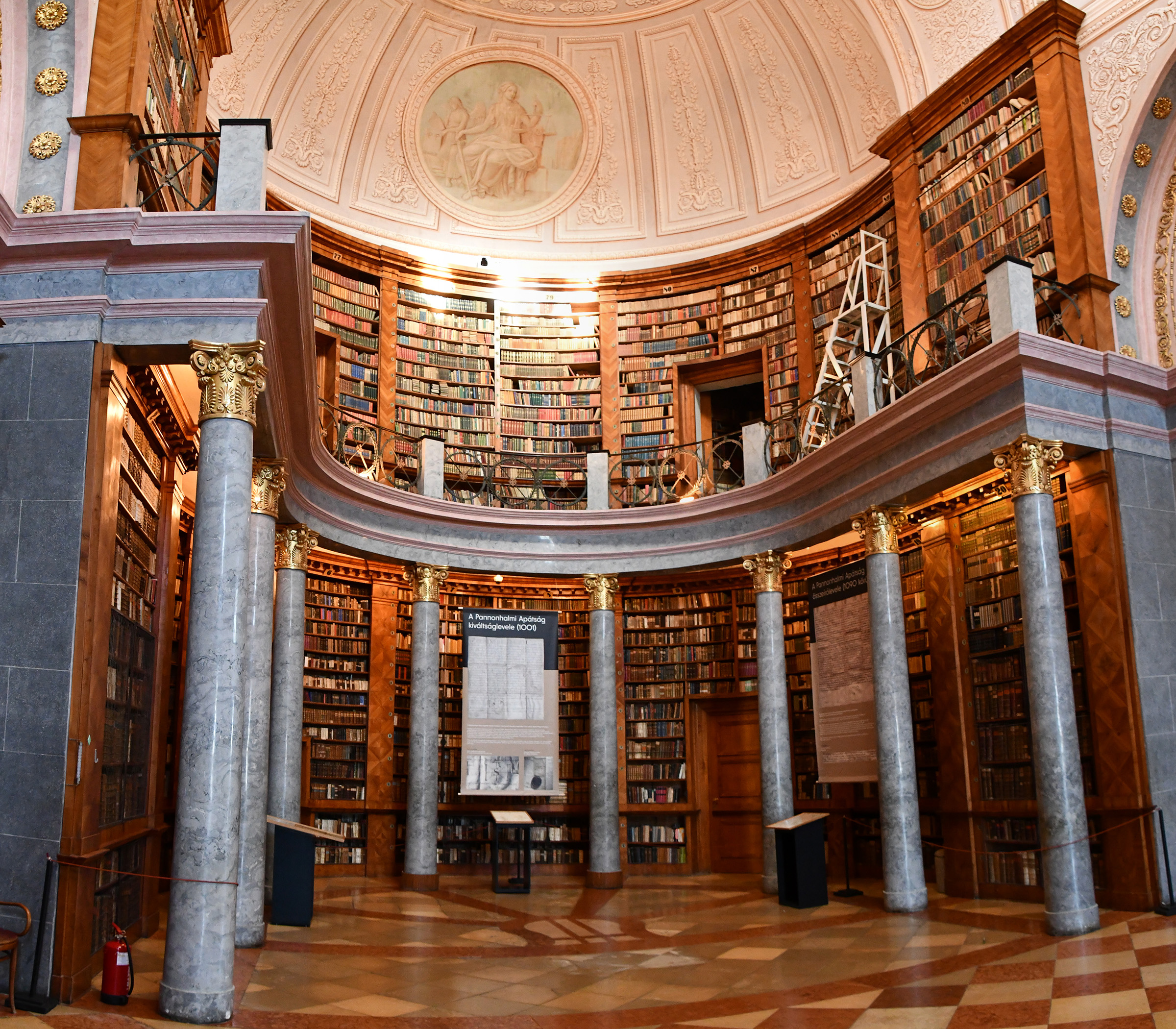
klášterní knihovna
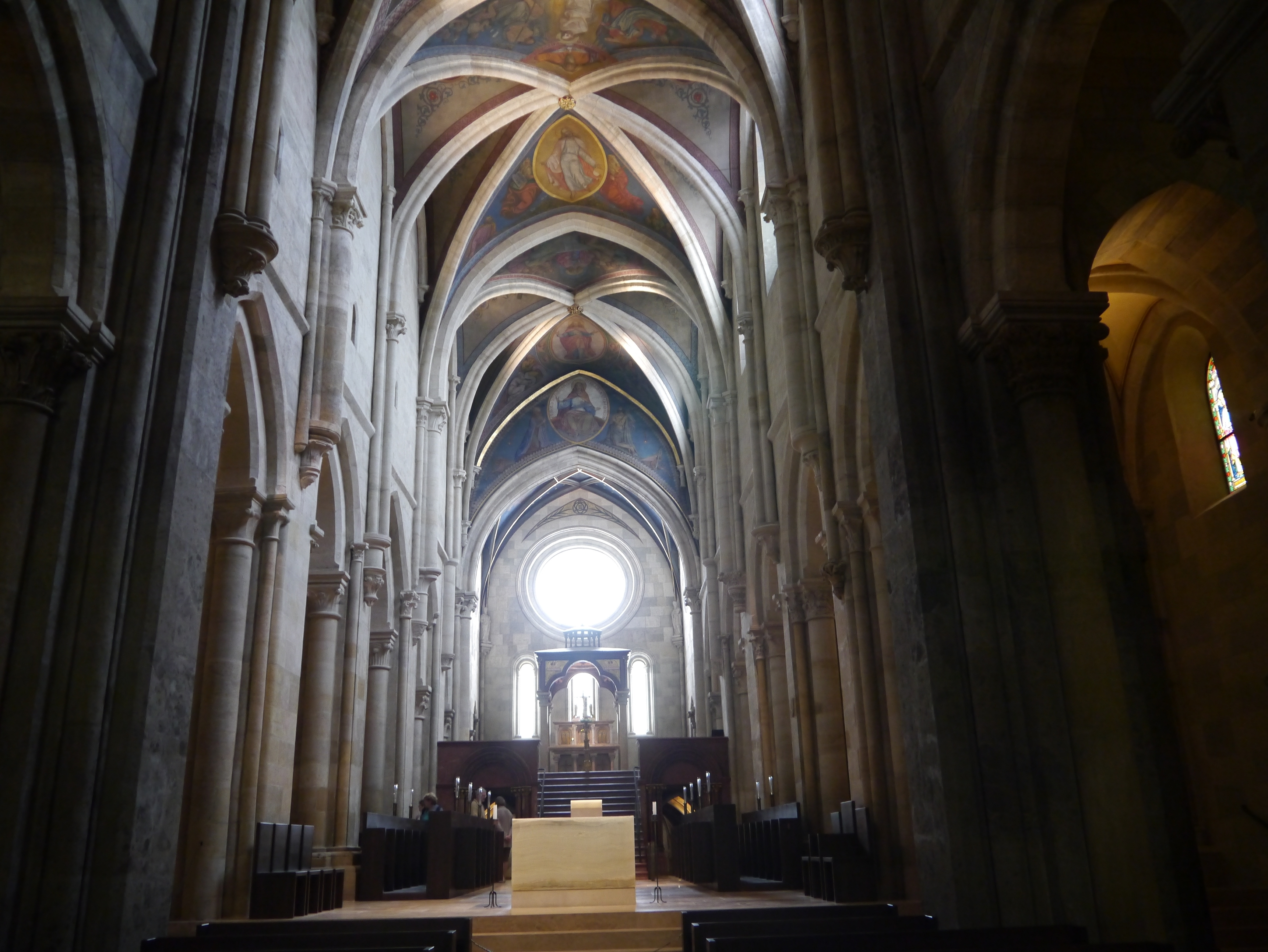
klenba klášterního chrámu